# Kalamata
Kalamata (griechisch Καλαμάτα (f. sg.)), das antike Pharai, ist das Zentrum des griechischen Regionalbezirks Messenien auf der Halbinsel Peloponnes. In die Gemeinde Kalamata wurden bei der Verwaltungsreform 2010 die drei ehemals selbständigen Gemeinden Arfara, Aris und Thouria eingemeindet, wodurch die Gemeinde auf 69.849 Einwohner anwuchs.
Die Stadt ist für den Export von Oliven bekannt. Die Sorte „Kalamon“ verdankt der Stadt ihren Namen.

## Ortslage und Ortsbild

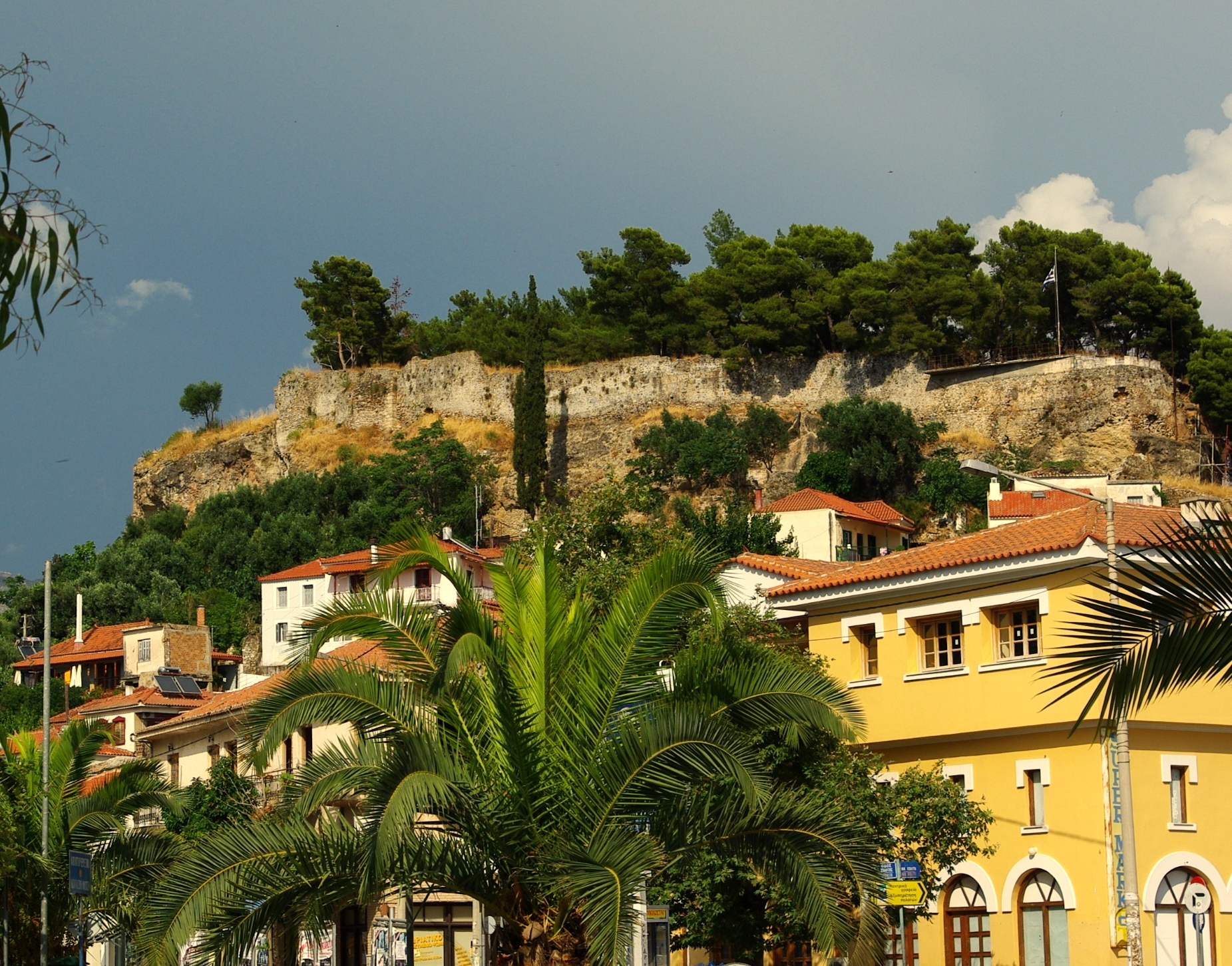
Burg von Kalamata

Kalamata ist der größte Hafen von Messenien, der im Schatten der Burg liegt, die im 13. Jahrhundert von den fränkischen Kreuzfahrern unter Wilhelm II. von Villehardouin errichtet wurde; an ihrer Nordflanke steht noch eine kleine byzantinische Kirche.
Der Name der Stadt kommt vermutlich vom Schilf (καλάμι kalámi) des Flusses Nedon oder einer der Panagia Kalomata geweihten Kirche. Erstmals erwähnt wurde die Stadt unter diesem Namen im Jahr 1142 in einer Schrift über den Heiligen Nikon von Kreta.
Unterhalb der Burg befinden sich die Altstadt und das Nonnenkloster Kalogreon, wo berühmte Seidenstoffe gewebt werden. Von den vielen Kirchen Kalamatas ist die Apostelkirche aus dem 11. und 13. Jahrhundert die älteste. Außerdem hat die Stadt ein archäologisches und ein Volkskunde-Museum, eine Pinakothek sowie eine Bibliothek mit 60.000 Bänden inklusive einiger seltener Ausgaben.

## Geschichte

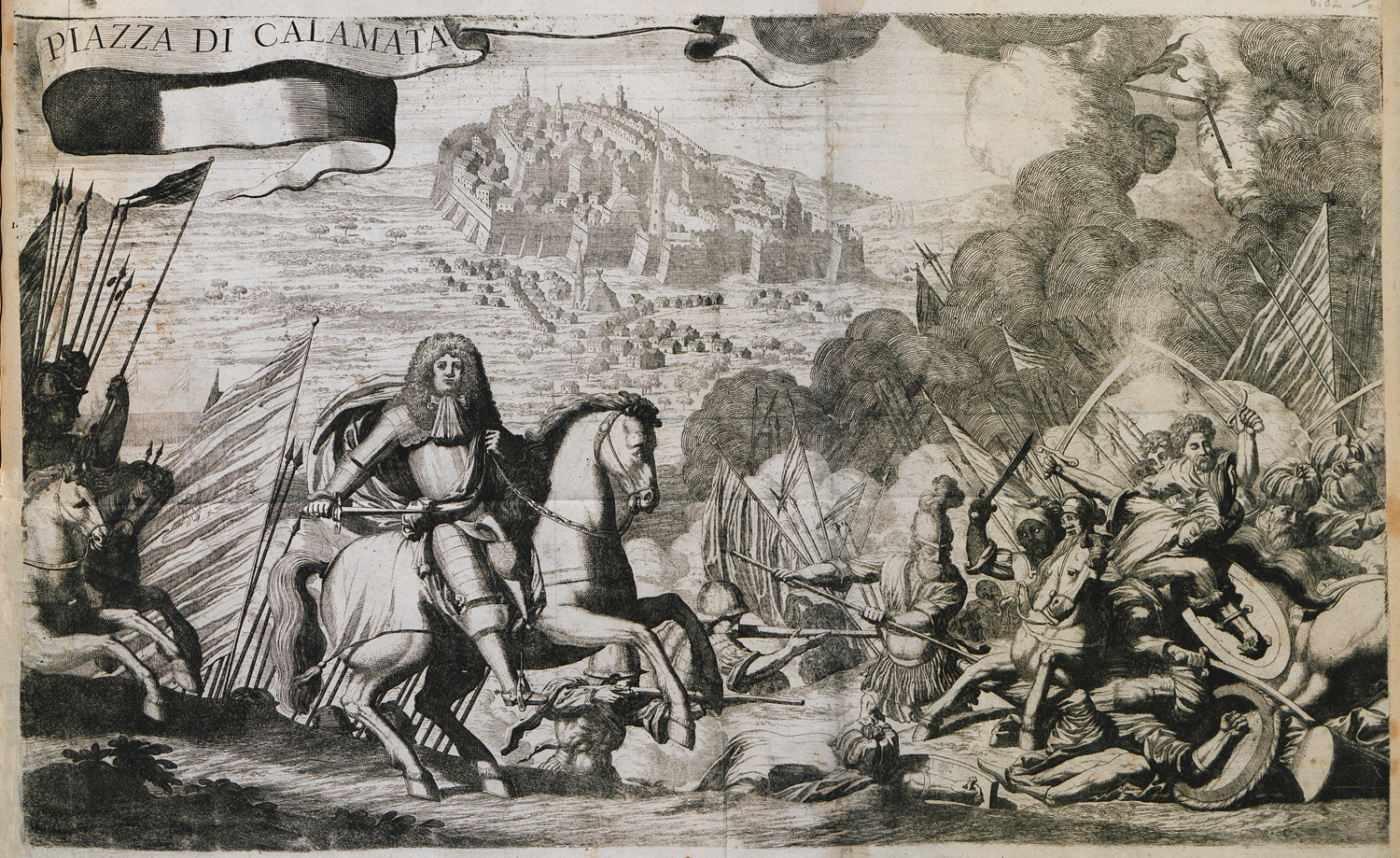
Ansicht von Calamata, Vincenzo Maria Coronelli, 1708

In der Apostelkirche wurde am 23. März 1821 offiziell der Beginn des Freiheitskampfes gegen die Türken verkündet. Einen Tag zuvor war es zu einer Schlacht gekommen.
Am 28./29. April 1941, kurz vor Ende des Balkanfeldzugs, kämpften britische und griechische Truppen gegen Truppen der Wehrmacht. Etwa 1700 von ihnen gerieten dabei in deutsche Kriegsgefangenschaft; viele andere wurden von der Royal Navy von Kalamata aus evakuiert.
Durch das Erdbeben am 13. September 1986 und die Nachbeben wurde Kalamata stark beschädigt. Im Stadtzentrum standen noch im Jahr 2014 Ruinen von Häusern, die durch das Beben unbewohnbar geworden waren.

## Verkehr

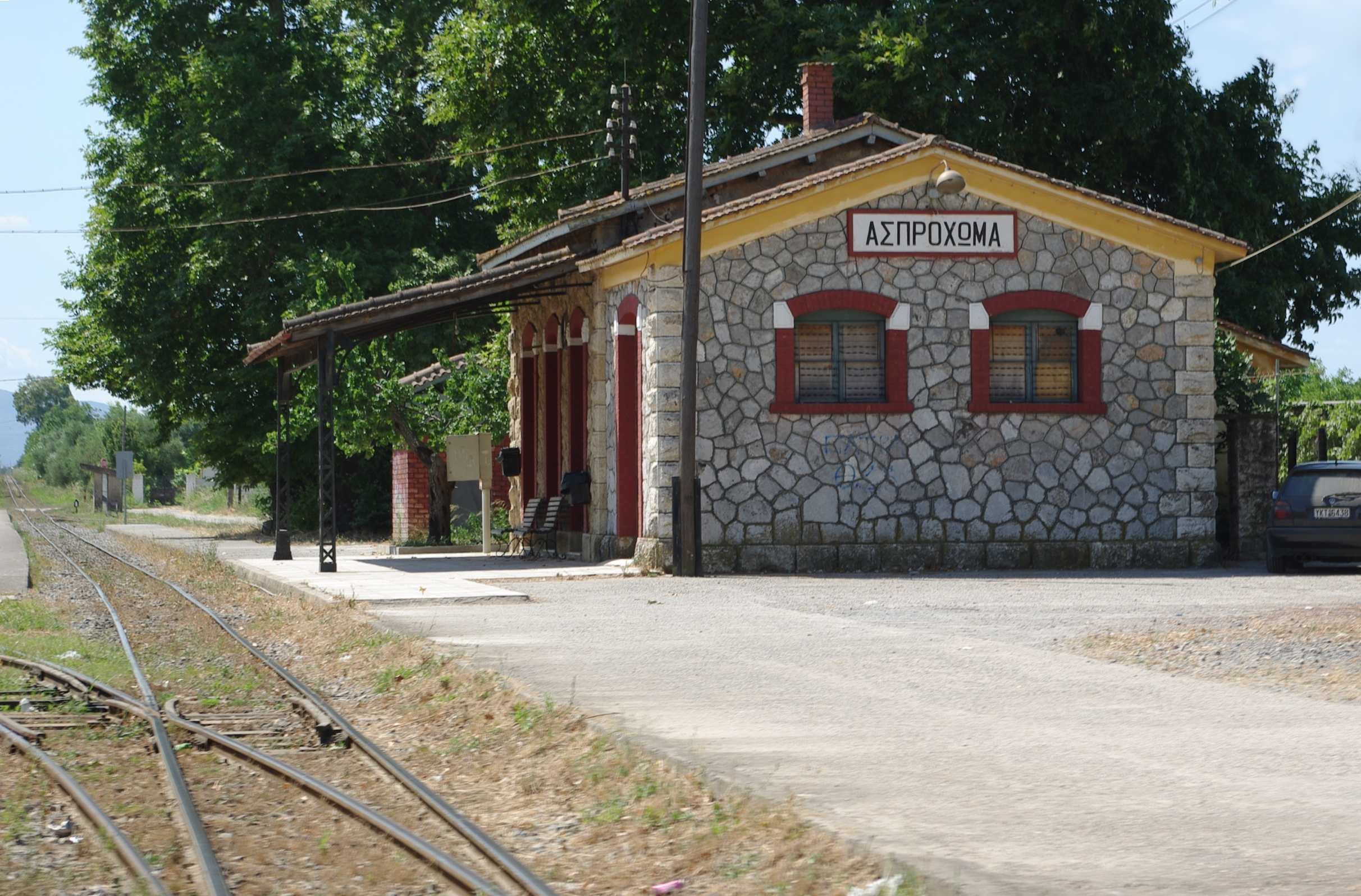
Bahnhof Asprochoma, Vorort von Kalamata

- Kalamata ist über ein gut ausgebautes Straßennetz (über die Autobahnen 8 (Aftokinitodromos 8) und 7 (Aftokinitodromos 7), bzw. die Europastraßen E94 / E65 (Europastraße 65) von Athen über Korinth, Tripoli und Megalopoli) angebunden; die Autobahn 7 reicht bis ca. 6 km an Kalamata heran. Die Straße Ethniki Odos 82 verbindet die Stadt mit Pylos (Navarino) im Westen und Sparta im Osten.
- Kalamata ist gut per Fernbusnetz der KTEL-Busgesellschaft Messeniens[5] zu erreichen. Diese Busse fahren u. a. nach Athen-Kifisou KTEL (12-mal täglich), Thessaloniki, Patras, Tripoli, Ioannina und in messenische Kleinstädte und Dörfer.[6]
- Acht Kilometer westlich von Kalamata liegt ein Flughafen, der auch militärisch genutzt wird. Aegean Airlines eröffnete Anfang 2013 dort eine Basis.[7]
- Kalamata hat auch eine Marina für Yachten[8] und einen Handelshafen.
- Kalamata erhielt 1899 mit der Bahnstrecke Korinth–Kalamata Anschluss an das meterspurige Netz der Peloponnes-Eisenbahn. 2011 wurde der Betrieb der Bahn eingestellt.

## Sehenswürdigkeiten
- Burg aus dem 13. Jahrhundert. Dort finden alljährlich Sommer-Festspiele mit Konzerten und mit Aufführungen des Stadttheaters statt.
- mehrere byzantinische Kirchen
- Benakeion (Archäologisches Museum) im Stadtzentrum
- Eisenbahnmuseum[9]

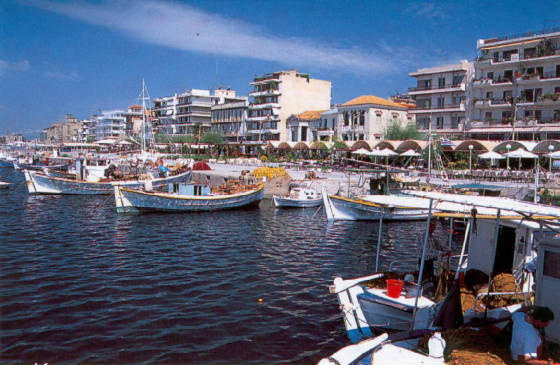
Hafenfront
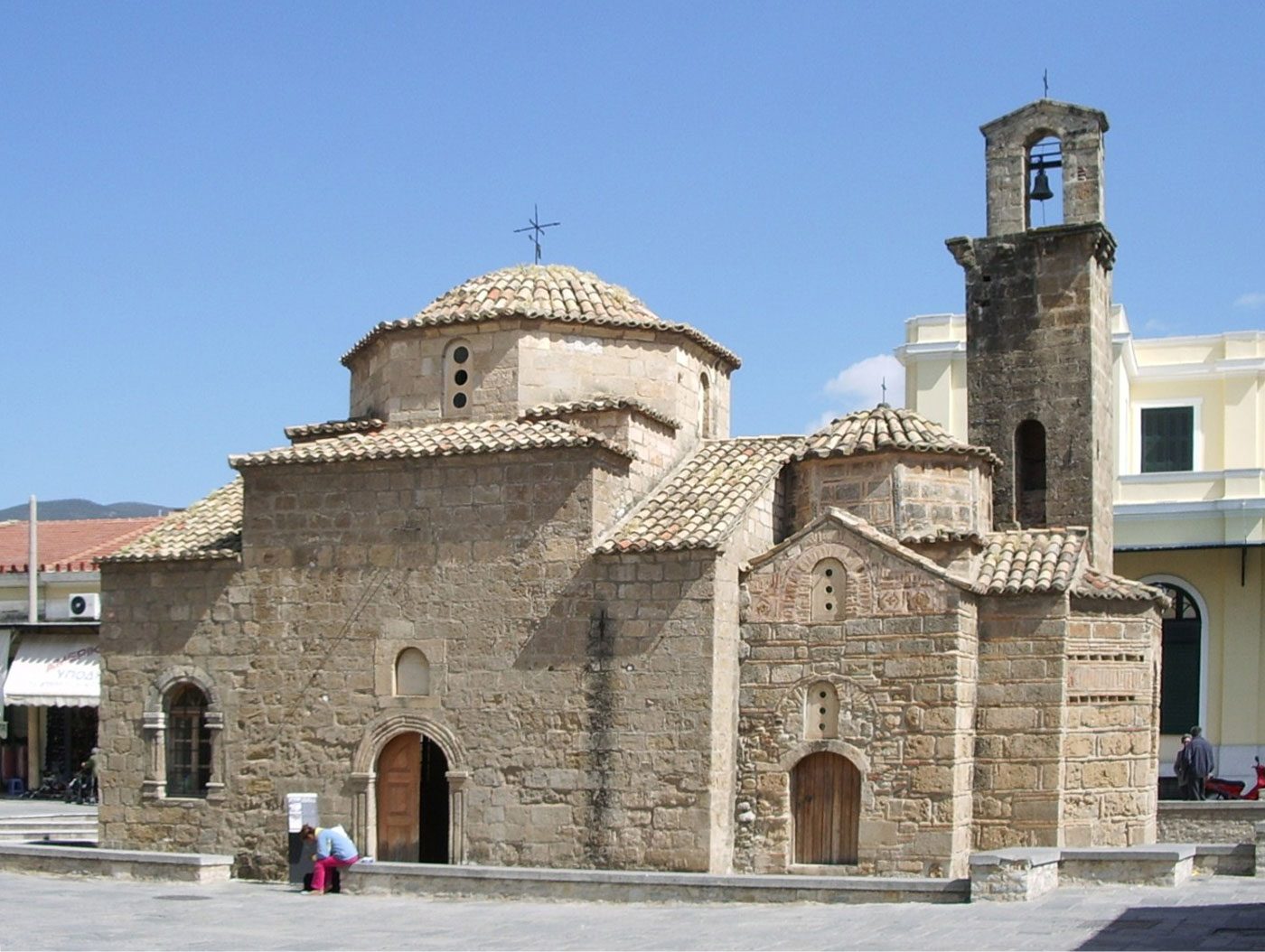
Apostelkirche
Denkmal zur Erinnerung an den Beginn der Freiheitskämpfe

## Klimatabelle
|                        | Jan   | Feb  | Mär  | Apr  | Mai  | Jun  | Jul  | Aug  | Sep  | Okt  | Nov   | Dez   |   |       |
| Mittl. Temperatur (°C) | 10,2  | 10,6 | 12,3 | 15,2 | 19,7 | 24,1 | 26,4 | 26,3 | 23,2 | 18,9 | 14,8  | 11,7  | ⌀ | 17,8  |
| Mittl. Tagesmax. (°C)  | 15,3  | 15,5 | 17,1 | 19,9 | 24,3 | 28,8 | 31,3 | 31,8 | 28,7 | 24,7 | 20,5  | 16,7  | ⌀ | 22,9  |
| Mittl. Tagesmin. (°C)  | 5,7   | 5,7  | 6,8  | 8,9  | 12,4 | 16,0 | 18,1 | 18,4 | 16,2 | 13,2 | 9,9   | 7,2   | ⌀ | 11,6  |
|                        |       |      |      |      |      |      |      |      |      |      |       |       |   |       |
| Niederschlag (mm)      | 113,7 | 94,1 | 73,0 | 48,5 | 25,6 | 7,5  | 4,2  | 11,3 | 29,1 | 85,3 | 137,4 | 152,6 | Σ | 782,3 |
|                        |       |      |      |      |      |      |      |      |      |      |       |       |   |       |
| Sonnenstunden (h/d)    | 4,6   | 5,0  | 6,0  | 7,1  | 9,2  | 11,3 | 11,5 | 10,9 | 9,0  | 6,6  | 5,0   | 4,2   | ⌀ | 7,5   |
|                        |       |      |      |      |      |      |      |      |      |      |       |       |   |       |
| Regentage (d)          | 9,3   | 10,9 | 10,3 | 6,1  | 5,1  | 1,9  | 1,3  | 1,4  | 1,9  | 6,9  | 10,0  | 11,6  | Σ | 76,7  |
|                        |       |      |      |      |      |      |      |      |      |      |       |       |   |       |
| Wassertemperatur (°C)  | 15    | 14   | 14   | 16   | 18   | 21   | 23   | 24   | 23   | 22   | 19    | 16    | ⌀ | 18,8  |
|                        |       |      |      |      |      |      |      |      |      |      |       |       |   |       |
| Luftfeuchtigkeit (%)   | 73    | 72   | 71   | 70   | 66   | 58   | 57   | 61   | 65   | 70   | 75    | 75    | ⌀ | 67,7  |

| 5,7 |

| 5,7 |

| 6,8 |

| 8,9 |

| 12,4 |

| 16,0 |

| 18,1 |

| 18,4 |

| 16,2 |

| 13,2 |

| 9,9 |

| 7,2 |

| 5,7 |

| 5,7 |

| 6,8 |

| 8,9 |

| 12,4 |

| 16,0 |

| 18,1 |

| 18,4 |

| 16,2 |

| 13,2 |

| 9,9 |

| 7,2 |

## Städtepartnerschaften
- Aglantsia, Zypern
- Bizerte, Tunesien
- Xi’an, China

## Persönlichkeiten
- Nikolaos Doxaras (1706/1710–1775), Maler
- Maria Poliduri (1902–1930), Autorin
- Vassilis Photopoulos (1934–2007), Maler, Regisseur und Bühnenbildner
- John Iliopoulos (* 1940), Teilchen-Physiker
- Nikolaos Salavrakos (* 1946), Politiker und Rechtsanwalt
- Prokopis Pavlopoulos (* 1950), Rechtswissenschaftler, Politiker, griechischer Präsident
- Yanni (* 1954), Komponist, Pianist, Keyboarder, Musikproduzent
- Ioannis G. Kalogerakos (* 1956), Klassischer Philologe und Philosophiehistoriker
- Nikos Liberopoulos (* 1975), Fußballspieler
- Sokratis (* 1988), Fußballspieler